# الیکایی شیپورکی
الیکایی شیپورکی (نام علمی: Troglodytes tanneri) نام یک گونه از سرده الیکایی‌های غارنشین است.